# Potok (Popovača)
Potok is een plaats in de gemeente Popovača in de Kroatische provincie Sisak-Moslavina. De plaats telt 835 inwoners (2001).